# Präsidentschaftswahl in den Vereinigten Staaten 1796
Die Präsidentschaftswahl in den Vereinigten Staaten 1796 war die dritte Wahl des Präsidenten der Vereinigten Staaten von Amerika. Es war die erste Wahl, bei der zwei politische Parteien um den Wahlsieg wetteiferten; es war außerdem die einzige Wahl, bei der Präsident und Vizepräsident aus unterschiedlichen Parteien stammten. Gewählt wurde John Adams vor Thomas Jefferson, der Vizepräsident wurde.

## Wahlsystem
Das damalige Wahlsystem gab jedem Wahlmann zwei Stimmen. Jeder Wahlmann musste mindestens für einen Kandidaten außerhalb seines Heimatstaates stimmen. Um Präsident zu werden, musste der Kandidat eine absolute Mehrheit der Wahlmännerstimmen erreichen, der Kandidat mit der zweithöchsten Stimmenzahl wurde Vizepräsident, für diesen war keine absolute Mehrheit notwendig.

## Kandidaten und Parteien

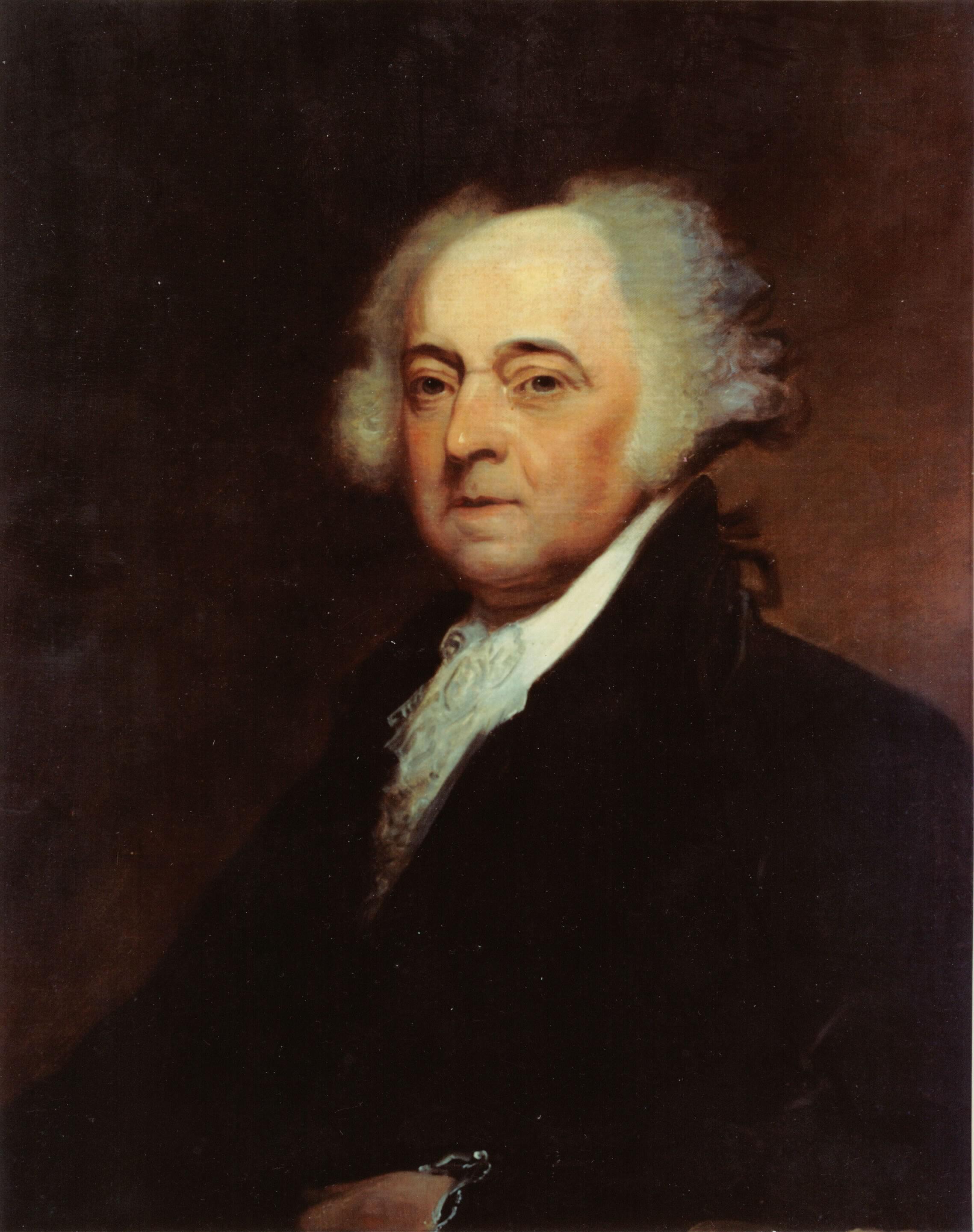
John Adams
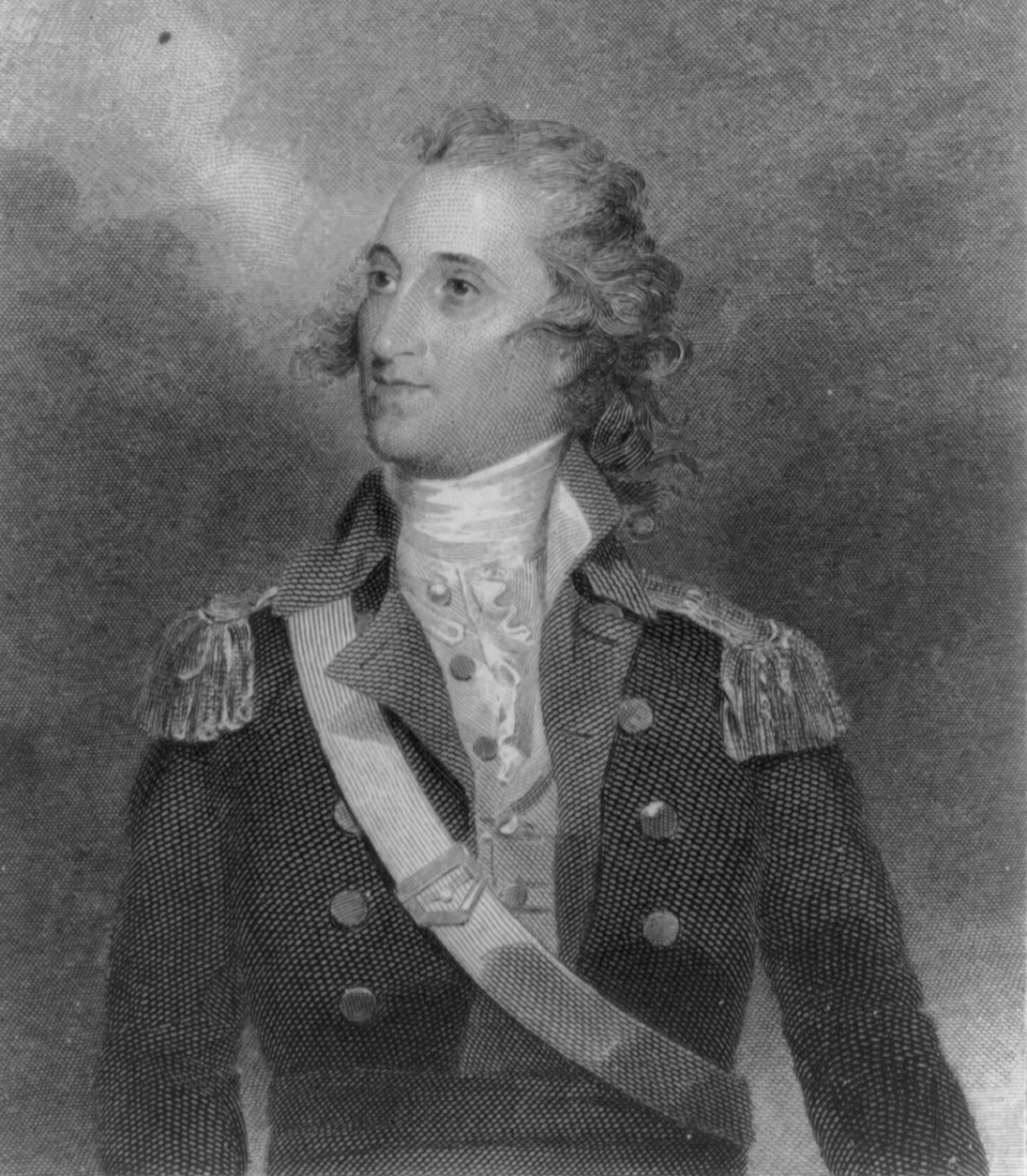
Thomas Pinckney
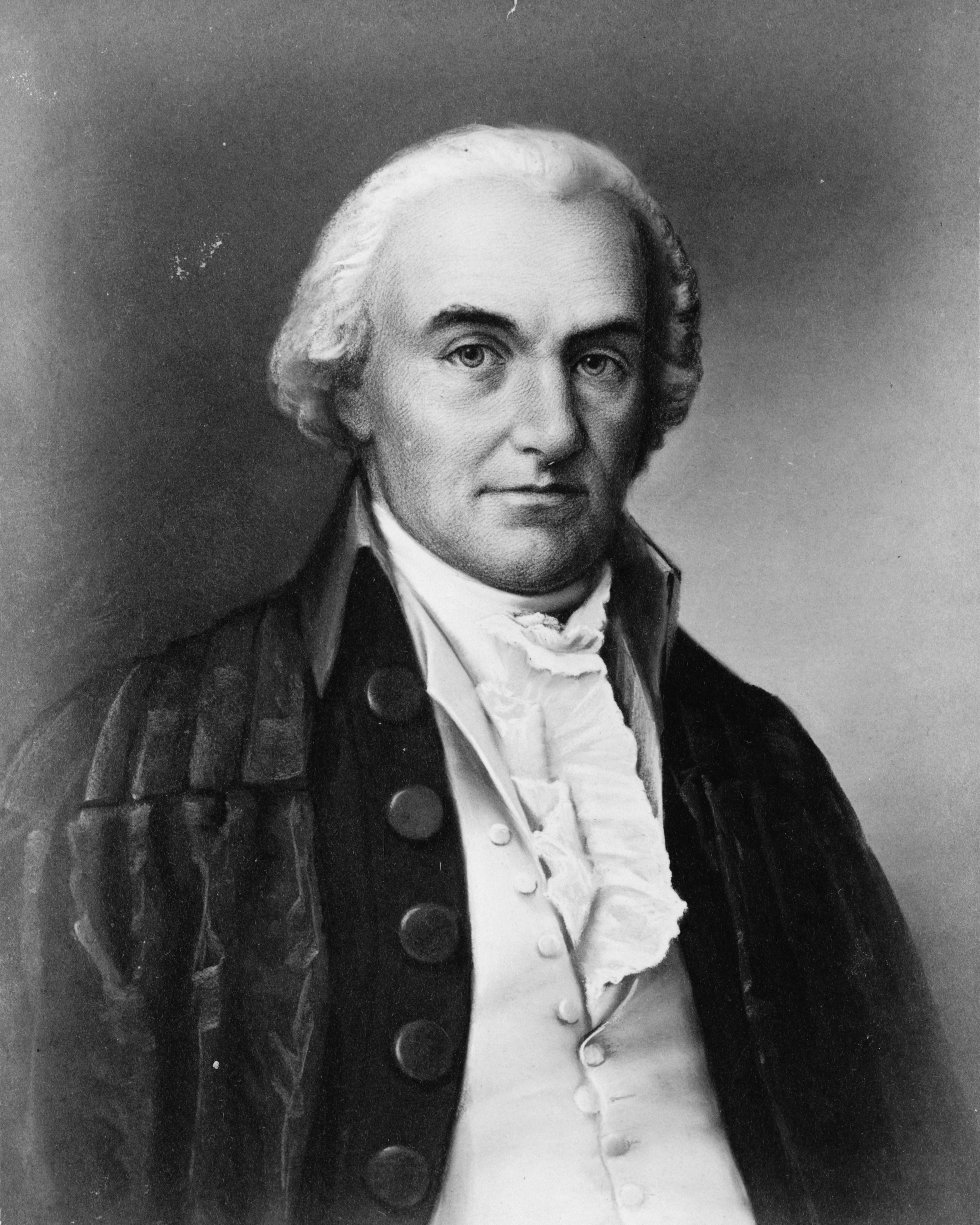
Oliver Ellsworth
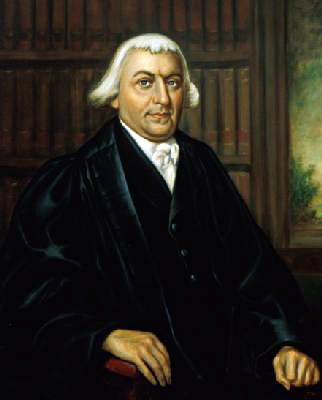
James Iredell
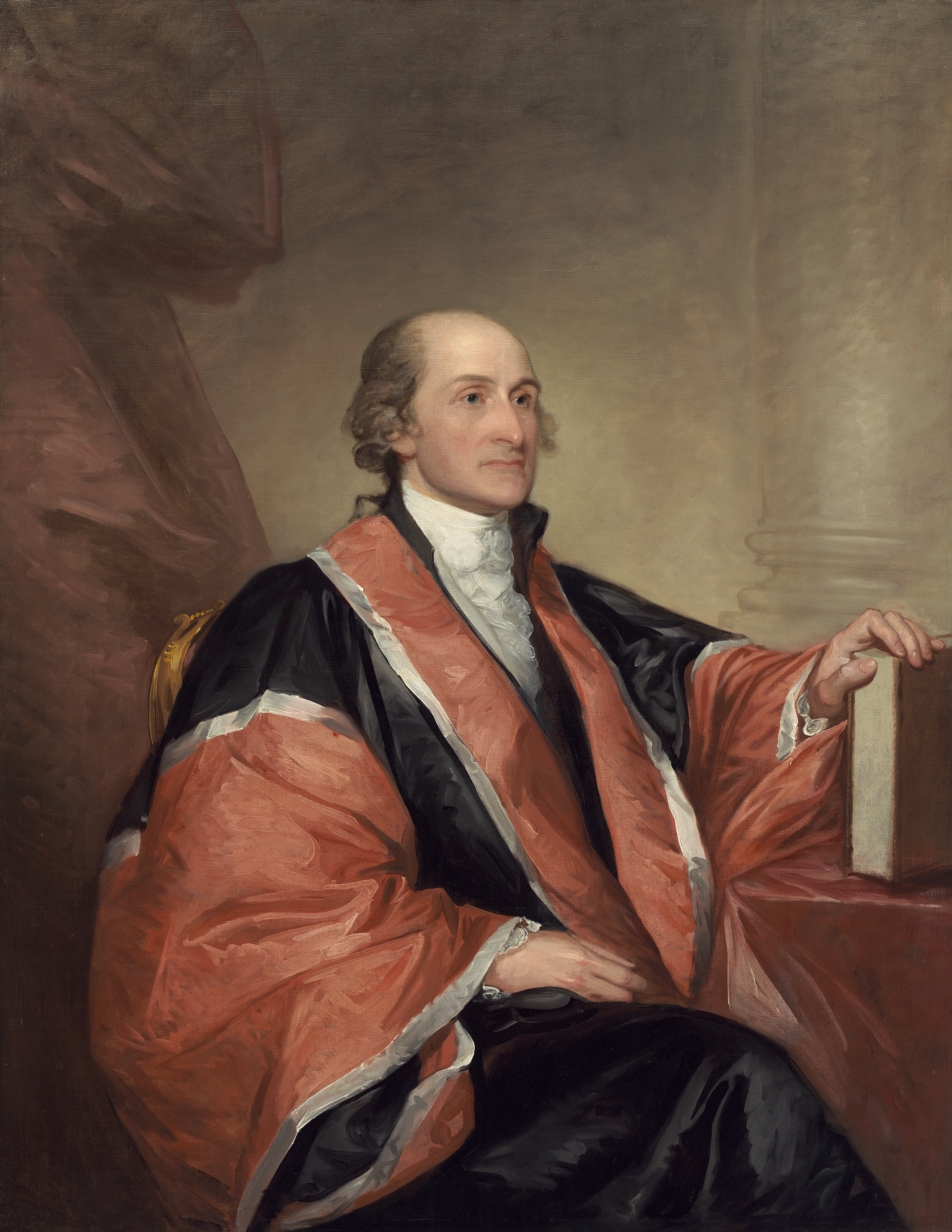
John Jay
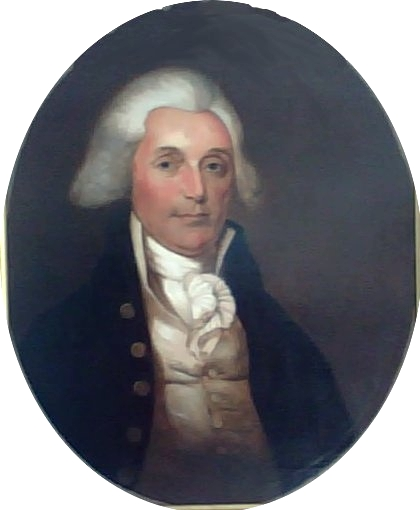
Samuel Johnston
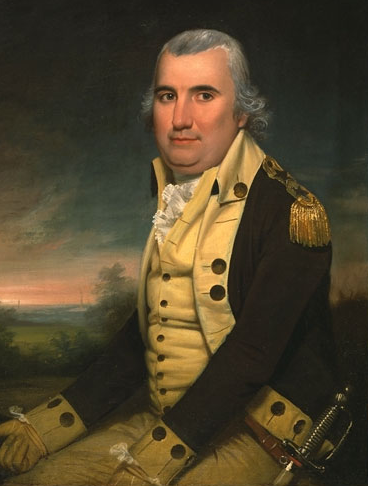
Charles C. Pinckney
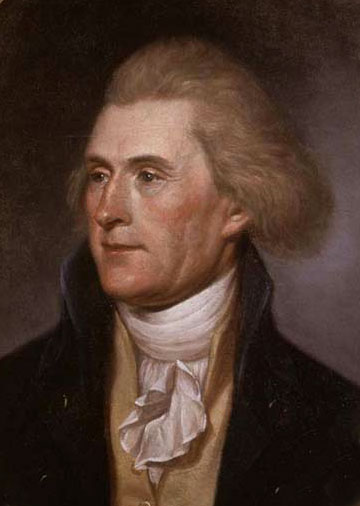
Thomas Jefferson
Aaron Burr
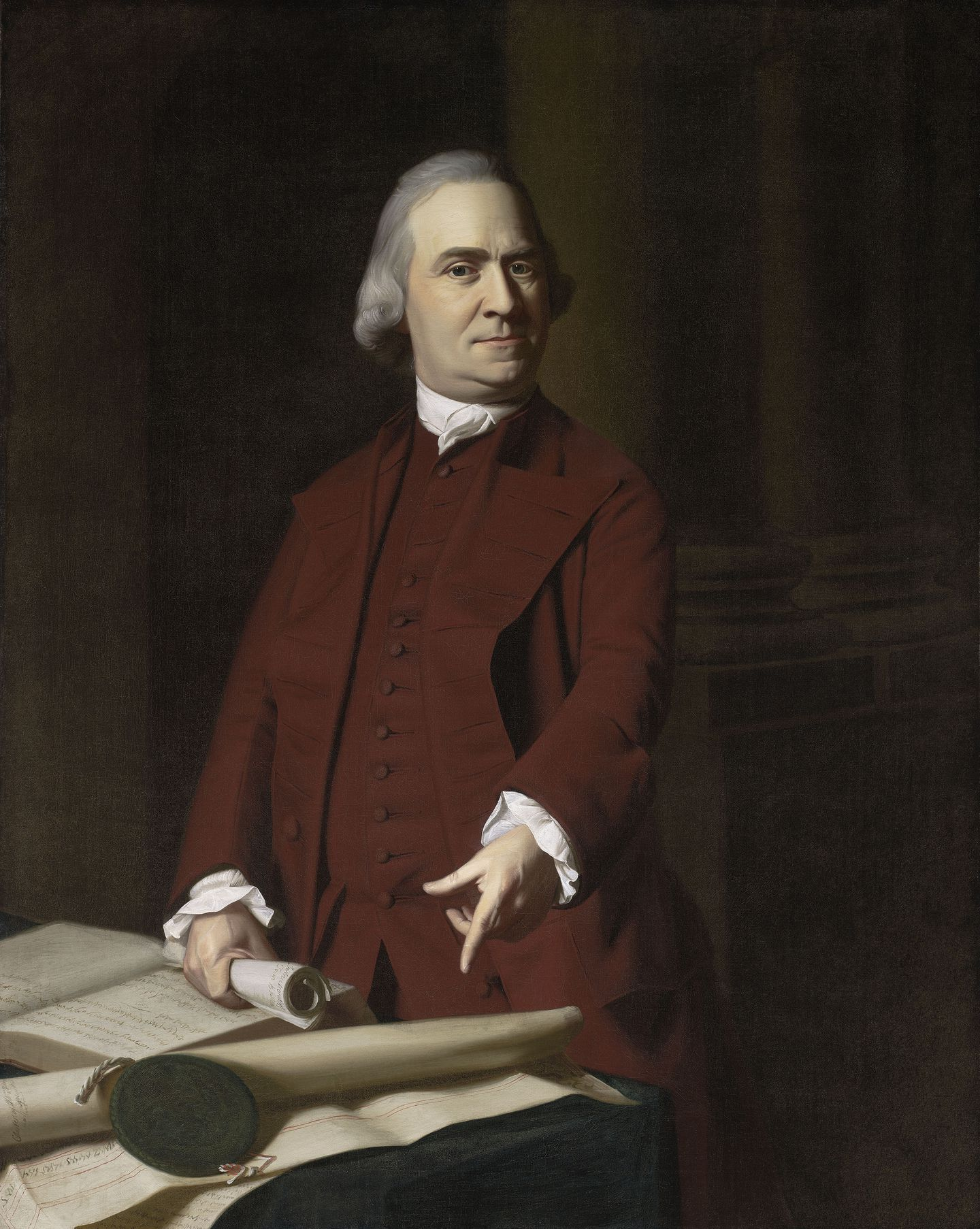
Samuel Adams
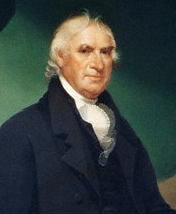
George Clinton

- John Adams, Amtierender Vizepräsident der Vereinigten Staaten, aus Massachusetts
- Thomas Pinckney, ehemaliger Gouverneur von South Carolina
- Oliver Ellsworth, Chief Justice des Obersten Gerichtshofs, aus Connecticut
- James Iredell, Richter am Obersten Gerichtshof, aus North Carolina
- John Jay, Gouverneur von New York
- Samuel Johnston, ehemaliger Senator für North Carolina
- Charles Cotesworth Pinckney, Gesandter in Frankreich, aus South Carolina
- Thomas Jefferson, ehemaliger Außenminister der Vereinigten Staaten, aus Virginia
- Aaron Burr, Senator für New York
- Samuel Adams, Gouverneur von Massachusetts
- George Clinton, ehemaliger Gouverneur von New York
- John Henry, Senator für Maryland

Amtsinhaber George Washington weigerte sich, für eine dritte Amtszeit zu kandidieren; damit schuf er eine Tradition, die bis zur zweiten Wiederwahl von Franklin D. Roosevelt im Jahr 1940 nicht gebrochen wurde.
Schon bei der Wahl im Jahr 1792 hatten sich erste Parteien gebildet, doch 1796 war das erste Mal, dass sämtliche Kandidaten zu einer Partei gehörten. Die Föderalistische Partei, angeführt von John Adams, befürwortete eine starke, die Wirtschaft beeinflussende, Regierung. Die von Thomas Jefferson angeführte Demokratisch-Republikanische Partei hingegen setzte sich für eine dezentrale Regierung, eine strikte Auslegung der Verfassung und eine landwirtschaftlich geprägte Nation ein. Zudem waren die Democratic Republicans gegen den Jay-Vertrag.
Im Gegensatz zu den vorangegangenen Wahlen war der Sieger nicht von vornherein klar. Die Föderalisten nominierten Adams, die Demokratisch-Republikanische Partei Jefferson. Um sich die Unterstützung der Südstaaten zu sichern, nominierte die Föderalistische Partei Thomas Pinckney, ehemals Gouverneur von South Carolina, als Kandidaten für das Amt des Vizepräsidenten. Weitere Kandidaten um die Vize-Präsidentschaft aus der Föderalistischen Partei waren Oliver Ellsworth, James Iredell, John Jay, Samuel Johnston und Charles Cotesworth Pinckney. Die Demokraten-Republikaner nominierten Aaron Burr als ihren Vize-Präsidentschafts-Kandidaten. Außerdem kandidierten für dieses Amt auch die Demokraten-Republikaner Samuel Adams, George Clinton und John Henry. Zudem erhielt interessanterweise der scheidende Präsident George Washington, obwohl er nicht mehr kandidierte, 2 Wahlmännerstimmen.

## Ergebnis
| Kandidat                    | Partei | Partei                  | Heimatstaat    | Volkswahl | Volkswahl | Wahlmänner |
| Kandidat                    | Partei | Partei                  | Heimatstaat    | Anzahl    | Prozent   | Wahlmänner |
| --------------------------- | ------ | ----------------------- | -------------- | --------- | --------- | ---------- |
| John Adams                  |        | Föderalist              | Massachusetts  | 35.726    | 53,4 %    | 71         |
| Thomas Jefferson            |        | Demokraten-Republikaner | Virginia       | 31.115    | 46,6 %    | 68         |
| Thomas Pinckney             |        | Föderalist              | South Carolina | –         | –         | 59         |
| Aaron Burr                  |        | Demokraten-Republikaner | New York       | –         | –         | 30         |
| Samuel Adams                |        | Demokraten-Republikaner | Massachusetts  | –         | –         | 15         |
| Oliver Ellsworth            |        | Föderalist              | Connecticut    | –         | –         | 11         |
| George Clinton              |        | Demokraten-Republikaner | New York       | –         | –         | 7          |
| John Jay                    |        | Föderalist              | New York       | –         | –         | 5          |
| James Iredell               |        | Föderalist              | North Carolina | –         | –         | 3          |
| George Washington           |        | Parteilos               | Virginia       | –         | –         | 2          |
| John Henry                  |        | Demokraten-Republikaner | Maryland       | –         | –         | 2          |
| Samuel Johnston             |        | Föderalist              | North Carolina | –         | –         | 2          |
| Charles Cotesworth Pinckney |        | Föderalist              | South Carolina | –         | –         | 1          |

Die Rechnung der Föderalisten ging nicht auf. Zu viele Mitglieder des Electoral College, unter anderem elf Wahlmänner aus New Hampshire, gaben ihre Zweitstimme nicht Pinckney. John Adams konnte zwar die Wahl mit 71 Wahlmännerstimmen gewinnen, Pinckney konnte jedoch nur 59 Stimmen auf sich vereinen und wurde Dritter hinter Thomas Jefferson, der es auf 68 Stimmen brachte und damit Vizepräsident wurde, obwohl er ursprünglich für das Präsidentenamt kandidiert hatte. Aaron Burr aus New York, Angehöriger der Demokratisch-Republikanischen Partei, wurde an der Seite Jeffersons Vierter mit lediglich 30 Wahlmännerstimmen. An dem Ergebnis zeigt sich, dass die entstehenden politischen Parteien zu dem Zeitpunkt noch sehr uneins und fragmentiert waren; zwar standen die Oppositionellen geschlossen hinter ihrer Identifikationsfigur Jefferson, als Vizepräsident hielten die verschiedenen Teile jedoch mehrere Kandidaten für geeignet.
Dies war der einzige Fall in der Geschichte der Vereinigten Staaten, bei dem Präsident und Vizepräsident aus unterschiedlichen Parteien stammten, nimmt man den Fall von Abraham Lincoln und Andrew Johnson aus, der zwar im Gegensatz zum Republikaner Lincoln Demokrat gewesen war, aber gemeinsam mit ihm für die sogenannte National Union Party angetreten war. Die Probleme, die sich später daraus ergaben, und die Wahl von 1800 führten zu der Verabschiedung des 12. Amendments, das die Wahl von Präsidentschaft und Vizepräsidentschaft komplett voneinander trennt.